# Tissue Antigens
Tissue Antigens is een internationaal, aan collegiale toetsing onderworpen wetenschappelijk tijdschrift op het gebied van de celbiologie, immunologie en pathologie. Het wordt uitgegeven door John Wiley & Sons en verschijnt 12 keer per jaar. Het eerste nummer verscheen in 1971.